# Dragonball Evolution (jogo eletrônico)
Dragonball Evolution é um jogo de luta para o PlayStation Portable baseado no filme de mesmo nome. O jogo, que foi desenvolvido pela Dimps, foi lançado em março de 2009, no Japão, seguido por um lançamento norte-americano em 8 de abril de 2009. É o primeiro jogo de Dragon Ball no qual Bulma é um personagem jogável.

## Personagens jogáveis
- Son Goku
- Bulma
- Roshi (Mestre Kame)
- Yamcha
- Chi-Chi
- Vovô Gohan
- Piccolo
- Mai
- Neo Piccolo
- Fu-Lum
- Great Ape Goku (Oozaru)

## Recepção
Tal como o filme, o jogo teve uma recepção muito negativa. A Equipe do site IGN deu ao jogo a nota 2, Enquanto os fãns deram 2,4 (Em uma média de 0 a 10) , classificando o jogo como "Sofrível" 